# Antártica
Antártica este o comună din provincia Antártica Chilena, regiunea Magallanes y de la Antártica Chilena, Chile, cu o populație de 127 locuitori (2012) și o suprafață de 1.250.257,6 km2.